# Соевый йогурт
Соевый йогурт, известный также как йофу (йогурт + тофу) или  сойгурт — йогурт, изготовленный из соевого молока.

## Состав и приготовление

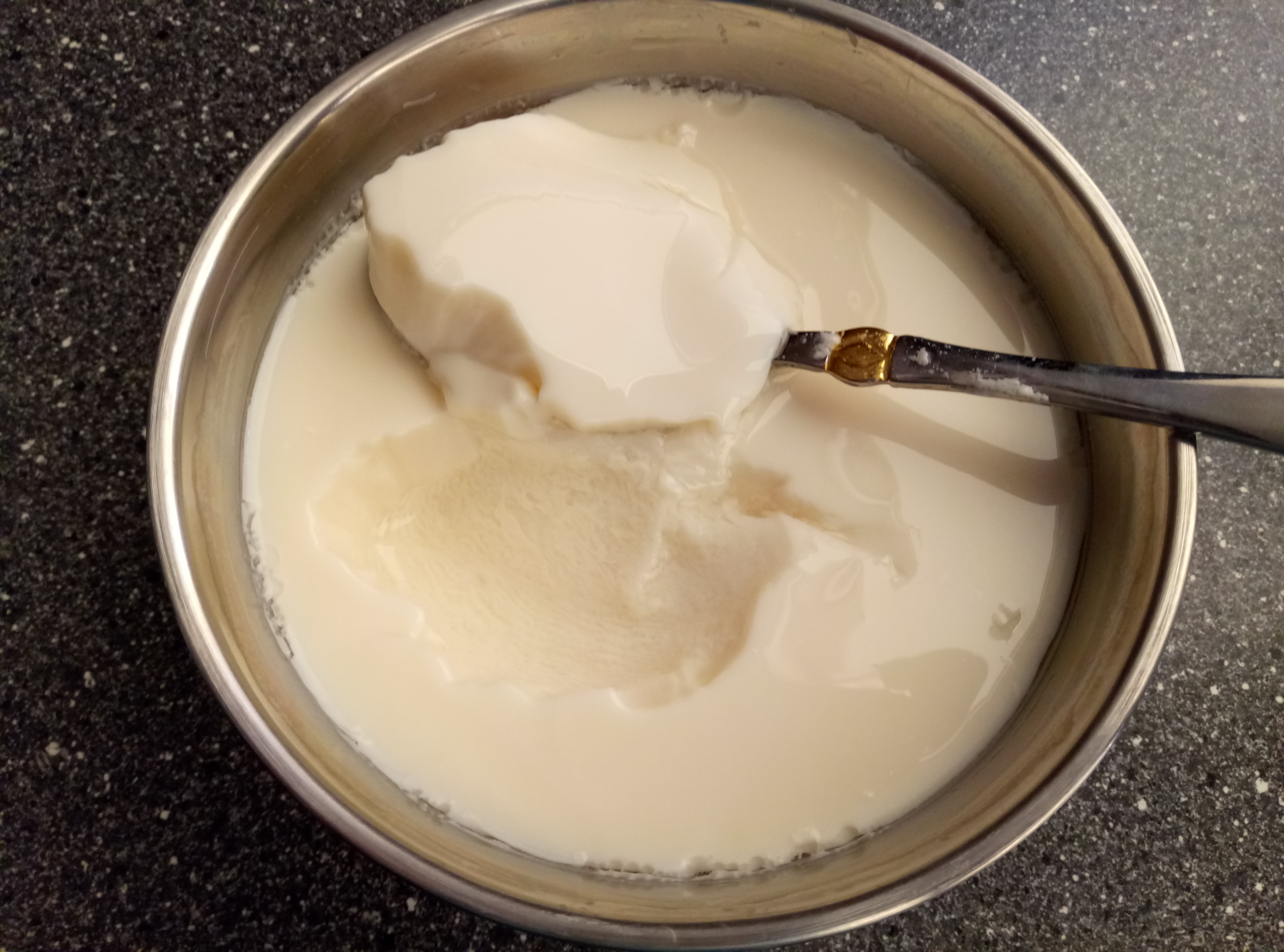
Сойгурт, соевый йогурт

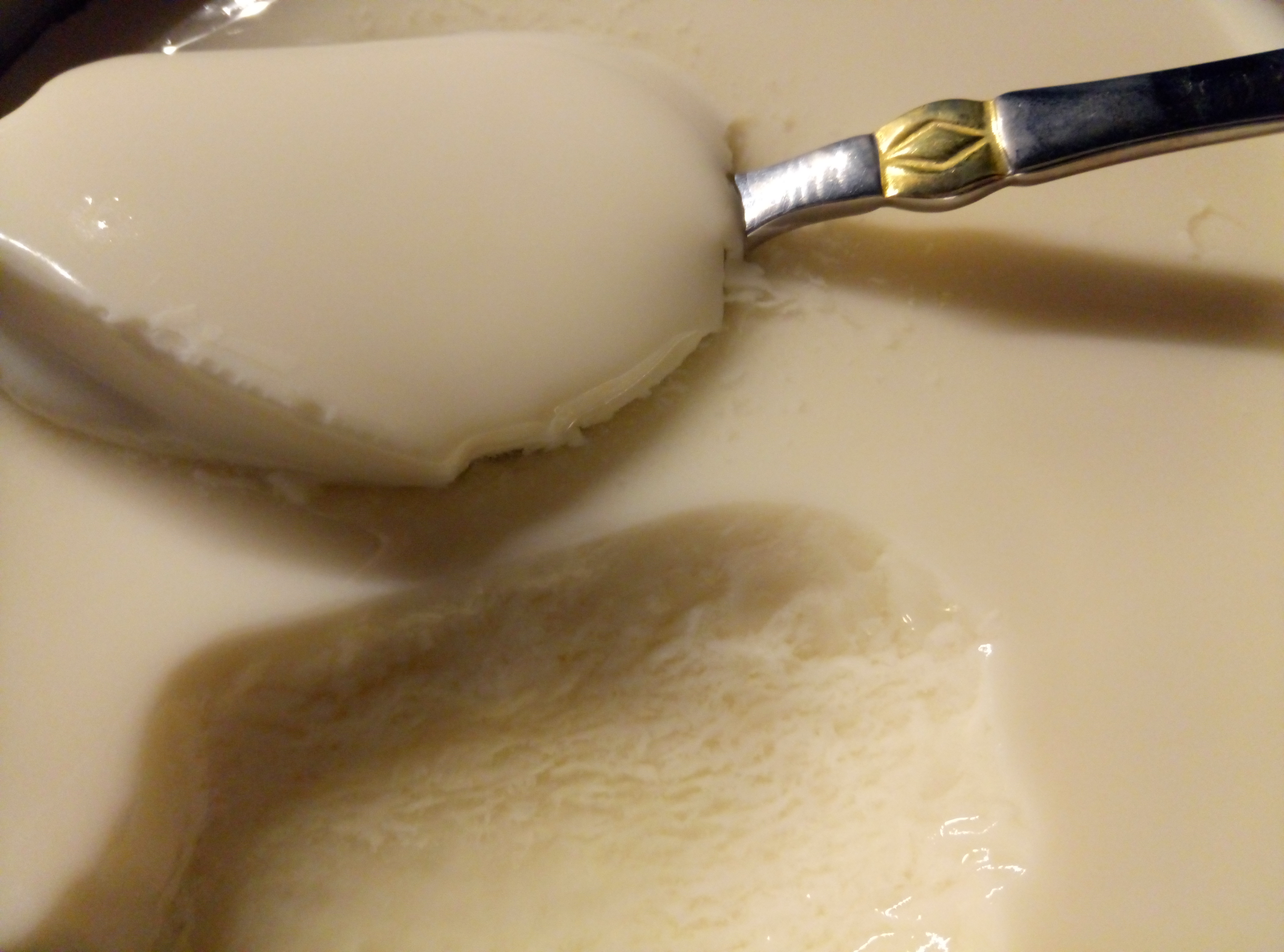
Сойгурт, йофу, соевый йогурт

Соевый йогурт изготавливается из соевого молока путём сбраживания с помощью обычных бактериальных культур (Lactobacillus delbrueckii subsp. bulgaricus и Streptococcus salivarius subsp. thermophilus), в том числе любой коммерческой закваской для приготовления кисломолочных продуктов. При это совсем не обязательно чтобы закваска имела в своём составе (Lactobacillus delbrueckii subsp. bulgaricus) но в таком случае вы получите кисломолочный продукт имеющий под собой собирательный образ под названием йогурт.

## Вкусовые качества
Йогурты, приготовленные из свежего соевого молока, часто имеют выраженный «бобовый» привкус (как правило, для уменьшения бобового вкуса, достаточно очистить сою от шелухи после замачивания и на несколько минут подогреть в микроволновой печи), в то время как промышленно изготовленные йогурты его лишены поскольку в своем составе имеют различные вкусовые добавки (со вкусом карамели, шоколада, ванили и т. д.) и улучшители вкуса (например пищевая сода).

## Целевая аудитория
Продукт подходит для любых потребителей, кроме случаев индивидуальной переносимости продуктов из сои. Особенно хорош для веганов и людей с непереносимостью лактозы.